# Linnaemya rossica
Linnaemya rossica là một loài ruồi trong họ Tachinidae.